# Mesomycetozoea
Mesomycetozoea, também conhecido por clado DRIP e Ichthyosporea, é um pequeno grupo de protistas, na sua maioria parasitas de peixes e de outros animais. Uma de suas espécies, Rhinosporidium seeberi, infecta aves e mamíferos, incluindo os seres humanos. O grupo não tem morfologicamente caracteres distintivos, aparecendo nos tecidos do hospede como esferas que contêm esporos. A maioria dos membros deste grupo foram originalmente classificados como fungos, protistas ou algas. No entanto, desde o ponto de vista molecular formam um grupo coerente, intimamente relacionado com Animalia e Fungi e portanto são de grande interesse para os biólogos que estudam as origens de ditos grupos.